# تصلب شرياني
تصلب الشرايين (بالإنجليزية: Arteriosclerosis)‏ هو زيادة سمك وصلابة جدران الشرايين مع فقدان مرونتها. تعوق تلك العملية بالتدريج سريان الدم للأعضاء والأنسجة وقد تؤدي إلى مخاطر صحية كبيرة بواسطة التصلب العصيدي، وهو أحد نواع التصلب الشرياني ينتج عن تكون رواسب دهنية، ورواسب من الكولستيرول وبعض المواد الأخرى في جدار الشريان.
يمكن أن ينتج تصلب الشرايين عن التدخين، أو النظام الغذائي السيئ، أو العديد من العوامل الوراثية. وجدت عيادة مايو في 2018 أن التصلب الشرياني يمكن أن يحدث في أي جزء من الجسم.التصلب العصيدي (السبب الرئيسي لمرض القلب التاجي والسكتة) هو مرض ذو إسهامات وراثية وبيئية متعددة. اكتشفت الدراسات الوراثية-البيئية قائمة كبيرة مفاجئة من عوامل الخطر الوراثية وغير الوراثية لمرض القلب التاجي. مع ذلك، فإن تلك الدراسات تشير إلى أن التاريخ العائلي هو عامل الخطر الأهم على الإطلاق.[بحاجة لمصدر]

## عوامل الخطر
عوامل قابلة للتعديل:
- مرض السكري أو الاختلال في تحمّل الجلوكوز
- ارتفاع في نسبة البروتين الدهني المنخفض الكثافة LDL (ضار )
- انخفاض في نسبة البروتين الدهني المرتفع الكثافة HDL (كولسترول طيب)
- نسبة LDL:HDL أكبر من 3:1
- التدخين
- ارتفاع ضغط الدم (أعلى من 140/90)،
- ارتفاع نسبة بروتين سي التفاعلي CRP

عوامل غير قابلة للتعديل:
- التقدم في السن
- الذكور
- مشاكل جينية
- وجود أقرباء لديهم بعض مضاعفات لتصلّب الشرايين (مثل مرض القلب التاجي أو السكتة الدماغية)

تشير بعض الدراسات إلى أن التصلب الشرياني يمكن أن يعود سببه إلى عدوى في خلايا العضلات الملساء الوعائية. فالدجاج على سبيل المثال يصاب بتصلب الشرايين بعد إصابته بفيروس مرض ماريك herpesvirus Marek's disease.

## الأعراض
من بين أعراض التصلب الشرياني: ضعف مفاجئ، ونقص الحس في الوجه أو الأطراف السفلية، والارتباك، وصعوبة في فهم الكلام، ومشاكل في النظر.

## الفسيولوجيا المرضية

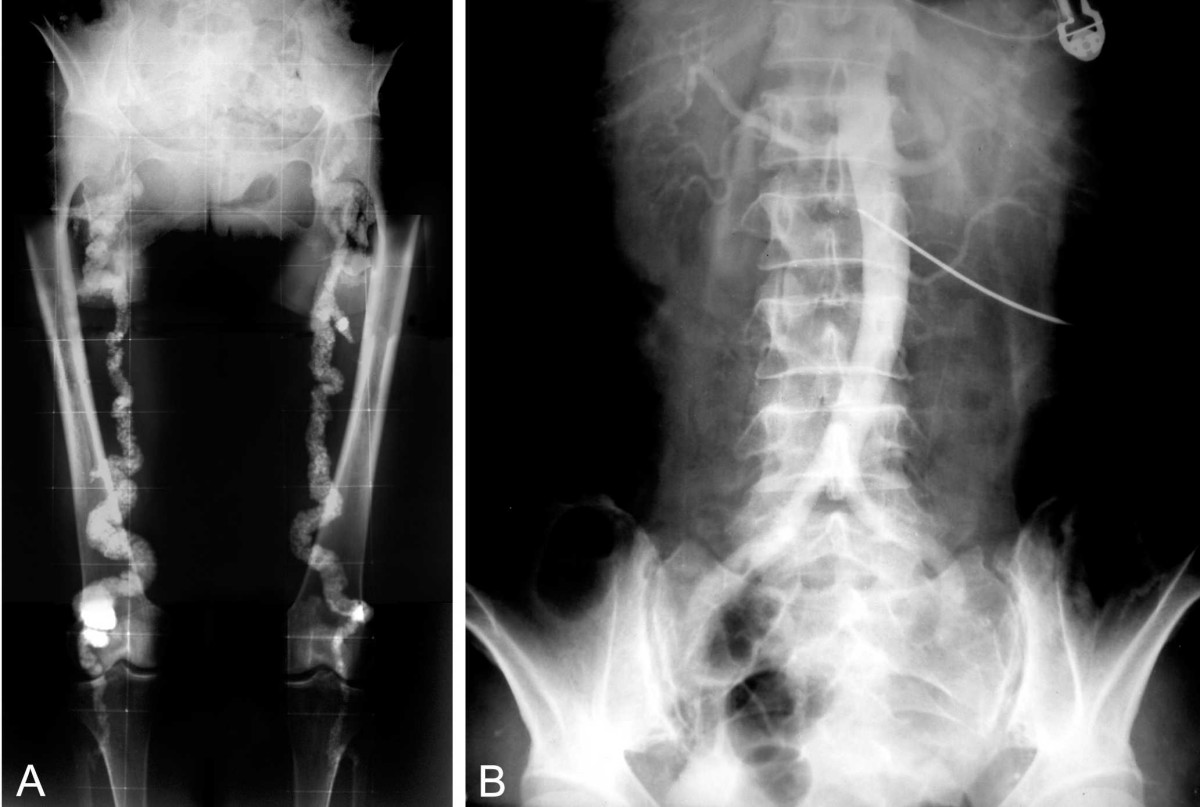
Monckeberg's arteriosclerosisتبدأ

آفات التصلب الشرياني حين تبدأ الغلالة الباطنة (الطبقة الأعمق في جدار الوعاء الدموي) في الامتلاء برواسب البقايا الخلوية. حين تبدأ تلك البقايا في النضج، يمكنها أن تتخذ أشكالًا مختلفة من التصلب الشرياني. ترتبط جميعها بسمات مشتركة مثل تيبس الشرايين، زيادة سمك جدرانها، والطبيعة التنكسية للمرض.
- التصلب الشريني (Arteriolosclerosis)، على عكس التصلب العصيدي، هو تصلب يصيب فقط الشرايين الصغيرة والشرينات، التي تحمل الدم والتغدية للخلايا.[7]
- التصلب العصيدي هو تضيق الشرايين بسبب تكون رواسب داخل الشرايين، تلك الرواسب تكون مصنوعة عادة من الكولسترول، والمواد الدهنية، والفضلات الخلوية، والكالسيوم، والفيبرين. يصيب ذلك الشرايين الكبيرة والمتوسطة، إلا أن موقعه يختلف من شخص لآخر.[8]
- تصلب شرايين مونكيبيرغ أو التصلب التكلسي المتوسط يحدث غالبًا في كبار السن، في شرايين الأطراف عادة.[9]
- فرط تنسجي: يشير التصلب الشرياني فرط التنسجي إلى نوع من تصلب الشرايين يصيب الشرايين الكبيرة والمتوسطة.[10]
- النوع الزجاجي: يشير التصلب الشرياني الزجاجي إلى التنكس الزجاجي للشرايين، فيما يشير التنكس الزجاجي للشرينات إلى الإصابات الناتجة عن ترسب هيالاين متجانس في الشرايين الصغيرة والشرينات.[11]

## التشخيص
يعتمد التشخيص على الفحص الجسدي، وتحاليل الدم، وتخطيط كهربائية القلب.

## العلاج

مثبط الإنزيم المحول للأنجيوتنسينيكون

العلاج عادة في شكل إجراءات وقائية. يستخدم العلاج الدوائي لعلاج السبب الرئيسي، مثل أدوية علاج فرط كوليسترول الدم، وأدوية علاج ارتفاع ضغط الدم (مثبط الإنزيم المحول للأنجيوتنسين)، ومضادات التخثر. ينصح كذلك بتغيير نمط الحياة كزيادة ممارسة الرياضة، والإقلاع عن التدخين، والاعتدال في شرب الكحول. بعض العلاجات التجريبية تشمل الأدوية المميتة للخلايا الهرمة (senolytic)، وهي تعزز استعاد نشاط الأوعية وتقلل التكلس الزعائي، كما ثبت أنها تحسن وظائف الجهاز الدوري في الفئران الكبيرة في السن.
توجد أنواع متنوعة من الجراحة:
- رأب الوعاء وتركيب دعامة: يتم أولا إدخال قسطر إلى الجزء المسدود/الضيق من الشريان، ثم إدخال قسطر آخر له بالون مفرغ من الهواء تمر من خلال القسطار الأول. يتم ملء البالون، وشد الرواسب للخلف عكس جدران الشريان، ثم يتم عادة ترك أنبوبة شبكية لمنع الشريان من التضيق مرة أخرى.[15]
- جراحة فتح مجرى جانبي للشريان التاجي: تصنع تلك الجراحة مجرى جديد للدم ليسري للقلب. يتم أخذ قطعة سليمة من وريد، ويقوم الجراح بربطها بالشريان التاجي، فوق وتحت موقع الانسداد ليسمح بمرور الدم.[16]
- استئصال بطانة الشريان: هذا هو الإجراء العام لإزالة الرواسب جراحيا من الشريان الضيق أو المنسد.[17]
- العلاج بانحلال الخثرة: هو علاج يستخدم لتكسير كتل من الرواسب داخل الشرايين عن طريق حقن دواء محلل للخثرة داخل الوريد.[18]

## الانتشار
في 2008، شهدت الولايات المتحدة ما يقدر بـ16 مليون مرض قلبي وعائي و5.8 مليون سكتة. تسببت الأمراض القلبية الوعائية الناتجة عن تصلب الشرايين في حوالي 812,000 حالة وفاة في 2008، أكثر من أي سبب آخر بما في ذلك السرطان. من المتوقع أن يصاب 1.2 مليون أمريكي بنوبة قلبية في كل عام.

## التاريخ
ربما تواجدت تلك الظاهرة منذ العصور العتيقة، إلا أن تشخيصها وتطبيقاتها السريرية لم تُكتشف حتى القرن ال20. كذلك لم يتم استخدام مصطلح تصلب الشرايين إلا بعدما صاغه جيان فريدريك مارتين لوبشتاين.